# En vivo un medio acústico
En Vivo Un Medio Acústico es una grabación en vivo donde José Fors evoca grandes éxitos de Forseps de los dos primeros discos y de su etapa con Cuca. Destaca la participación de Sara Valenzuela en Todo con exceso. Al final se incluyen dos canciones de estudio, una nueva versión de Muerte por amor del disco 333, y la inédita Canción para María.

## Lista de canciones

### Disco 1
1. Nada Cambia
2. La Isla Perdida
3. El Bulto
4. Cruel
5. Crecer Y Pertenecer
6. Departamento De Devoluciones
7. El Rap De Dar
8. Mañana Nunca Llegará
9. Acariciando
10. Bajo Advertencia
11. La Pucha Asesina
12. En El Espejo
13. El Hombre De La Marcha
14. Será Por Eso

### Disco 2
1. Don Goyo
2. Todo Con Exceso
3. Hijo Del Lechero
4. Piel Fiel
5. El Son Del Dolor
6. La Balada
7. Alcohol Y Rocanrol
8. Implacable
9. Muerte Por Amor
10. Canción Para María